# Калиновка (Вяземский район)
Калиновка — деревня в Вяземском районе Смоленской области России. Входит в состав Семлёвского сельского поселения. По состоянию на 2007 год постоянного населения не имеет. 
Расположена в восточной части области в 32 км к юго-западу от Вязьмы, в 6 км севернее автодороги Р134 «Старая Смоленская дорога» Смоленск — Дорогобуж — Вязьма — Зубцов. В 15 км севернее деревни расположена железнодорожная станция Алфёрово на линии Москва — Минск. 

## История
В годы Великой Отечественной войны деревня была оккупирована гитлеровскими войсками в октябре 1941 года, освобождена в марте 1943 года. 